# پلیموث (فلوریدا)
پلیموث (به انگلیسی: Plymouth) یک منطقهٔ مسکونی در ایالات متحده آمریکا است که در شهرستان اورنج، فلوریدا واقع شده‌است.